# Überasbach
Überasbach ist ein Ortsteil von Morsbach im Oberbergischen Kreis im südlichen Nordrhein-Westfalen innerhalb des Regierungsbezirks Köln.

## Lage und Beschreibung
In ländlicher, waldreicher Umgebung liegt Überasbach am südlichsten Zipfel des Oberbergischen Kreises. Die Städte Gummersbach (38 km), Siegen (35 km) sowie Köln (75 km) sind in wenigen Autominuten zu erreichen.
Benachbarte Ortsteile sind Niederasbach im Norden, Oberasbach im Nordosten, Lichtenberg im Osten, Hülstert im Süden und Bettingen im Westen. 

## Geschichte

### Erstnennung
1465 wurde der Ort das erste Mal urkundlich erwähnt, und zwar „Bruen und Elße van Asbach, Mettelen Kinder, gehören zu den Einwohnern, die von Berg als Eigenleute gefordert werden.“ 
Dieses gilt für ebenso für Nieder- und Oberasbach.
Die Schreibweise der Erstnennung war Asbach.

## Freizeit

### Vereinswesen
- Dorfgemeinschaft Überasbach